# Nicolas Ribonnier
Nicolas Ribonnier est un architecte de Langres né vers 1525, et mort en 1605.

## Biographie
Nicolas Ribonnier est probablement originaire de Langres, mais aucun document n'a été trouvé pour le confirmer. Il a été trouvé un Jean Ribonnier curé de Heuilley-le-Grand. S'il est de sa famille, son origine langroise serait fortifiée.
S'il a travaillé au jubé de la cathédrale Saint-mamelle de Langres, cela suppose qu'il habitait à Langres vers 1550. Il est cité comme parrain dans un acte de la paroisse Saint-Pierre de Langres, le 8 janvier 1560.
Dans une lettre royale de 1564 enregistrée à la Chambre des comptes de Dijon, il et écrit « Nicolas Ribonier, maçon en nostre ville de Dijon » est pourvu de l'office de « visiteur des ouvrages des places fortes, villes et chasteaulx de notre pays de Bourgogne », vacant par suite du trépas de Jean de Vaulx.
Entre 1560 et 1605, son nom apparaît plusieurs fois dans l'inventaire des archives municipales de Langres. Il n'a pas fait partie du Corps de ville, mais avant 1572, il était membre de la Confrérie du Saint-Sacrement. Il est membre de la confrérie de Saint-Pierre et Saint-Paul en 1604. C'est dans le registre de cette confrérie qu'on apprend l'année de sa mort : 1605.
- en 1588, il trace le boulevard de Longe-Porte,
- en décembre 1590, il est payé pour des travaux faits à la porte Neufve
- en mars 1591, il s'engage envers le maire et les échevins à faire un pont-levis à la porte du Marché et à creuser un fossé pour éviter les surprises
- en octobre, il répare la porte des Moulins,
- en 1594, il refait un mur entre la porte de Longe-Porte et la tour Saint-Gengoul, construit une plate-forme en demi-lune derrière la tour Saint-Ferjeux,
- en 1596, il répare toute l'enceinte de la ville.

En 1595/1596, il est chargé avec Joseph Boillot de démolir le château de Montsaugeon qui avait servi à menacer Langres.
Il s'est marié avec Jeanne de Voisines dont il a eu sept enfants. Sa femme appartenait à une famille bien établie à Langres. On connaît un jean de Voisines, secrétaire de l'évêché, puis chanoine de 1555 à 1563. En 1563, un Nicolas de Voisines apparaît comme maçon sur un registre de la confrérie de Saint-Pierre et Saint-Paul. Un autre Jean de Voisines, maître des œuvres, commande l'artillerie des langrois au siège de Choiseul, en 1573.
Il est qualifié de maître général des œuvres du duché de Bourgogne en 1570, « magister lathomus », de maître maçon en 1587, de maître architecte à la Cour des comptes du duché de Bourgogne en 1591, d'architecte en 1593. 
Le 16 mai 1593, la corporation des maçons de Langres, dont faisait partie Nicolas Ribonnier, a modifié ses statuts, lui permettant de devenir une pépinière d'architectes.
Résidant à Dijon en 1564, il a aussi travaillé avec Hugues Sambin au palais de justice de Dijon. Il a exécuté le porche du palais de justice de Dijon qui précède la façade à pignon.
En 1563, Gaspard de Saulx-Tavannes a entreprise de construire un château neuf dans l'enceinte de l'ancien château du Pailly situé à 2 lieues de Langres en conservant le donjon. Nicolas Ribonnier, qualifié d'architecte du duché de Bourgogne, est considéré comme le probable architecte de ce nouveau château. Les sculpteurs employés pour réaliser le château, ce sont probablement des sculpteurs italiens qui avaient été appelés par le cardinal de Givry. 
Après la construction du château du Pailly, Gaspard du Saulx a demandé en 1573 a demandé à Nicolas Ribonnier des plans pour reconstruire le château de Sully. Gaspard du Sauls est mort peu après avoir conçu les plans avec son architecte. Ils ont été exécutés par sa femme, Françoise de La Baume-Montrevel. D'après Jean de Saulx, vicomte de Tavannes, le château était terminé en 1620, mais seule la façade principale eût reçu un décor.
Dans sa thèse, Benoît Peaucelle a écrit concernant le château de Pailly : « Nous n'avons pas pu démontrer rigoureusement que Nicolas Ribonnier en ait été l'architecte, malgré la conviction intime que nous en ayons à force de comparer le style du Pailly avec les différents styles régionaux et nationaux contemporains. Il y a ici un créateur inconnu qui utilisa un style qui lui était propre et seul le nom de Ribonnier émerge dans l'histoire de Dijon et de Langres. Nous avons par contre confirmé que Nicolas Ribonnier est l'auteur du château de Sully et qu'il mérite, ne serait-ce que par l'attribution de cette seule merveille, d'appartenir à l'histoire ».